# انتخابات الرئاسة التيمورية شرقية 2002
انتخابات الرئاسة التيمورية شرقية 2002 هي الانتخابات الرئاسية التي جرت في 14 أبريل 2002، لانتخاب قائمة رؤساء تيمور الشرقية، فاز بالانتخابات شانانا غوسماو.